# Troublemaker (Arashi)
Troublemaker è un brano musicale del gruppo musicale giapponese Arashi, pubblicato come loro ventinovesima singolo il 3 marzo 2010. Il brano è incluso nell'album Boku no Miteiru Fūkei, dodicesimo lavoro del gruppo. Il singolo ha raggiunto la prima posizione della classifica Oricon dei singoli più venduti in Giappone, vendendo 701.356. Il singolo è stato certificato doppio disco di platino. Il brano è stato utilizzato come tema musicale del dorama televisivo Tokujo Kabachi!! con Shō Sakurai.

## Tracce
CD JACA-5192
1. Troublemaker
2. Yurase, Ima wo (揺らせ、今を)
3. Mou Ippo (もう一歩)
4. Troublemaker (Original Karaoke)
5. Yurase, Ima wo (Original Karaoke)
6. Mou Ippo (Original Karaoke)

## Classifiche
| Classifica (2010) | Posizione più alta |
| ----------------- | ------------------ |
| Giappone          | 1                  |